# Plectris alboscutata
Plectris alboscutata är en skalbaggsart som beskrevs av Frey 1967. Plectris alboscutata ingår i släktet Plectris och familjen Melolonthidae. Inga underarter finns listade i Catalogue of Life.